# Caspar Wessel
Caspar Wessel (Vestby, cerca de Dröbak, Noruega; 8 de junio de 1745-Copenhague, Dinamarca; 25 de marzo de 1818) fue un matemático noruego-danés.

## Biografía
Jonas Wessel, su padre, y su abuelo fueron ministros en la iglesia. Su madre, Marie Helene tuvo catorce hijos, de los cuales Caspar fue el sexto.
Caspar fue a la escuela de la catedral de Christiania (ahora Oslo) junto con dos de sus hermanos mayores, Johan Herman Wessel y Ole Christopher Wessel. Entró en 1761 a la universidad de Copenhague en Dinamarca, ya que en ese tiempo no había universidades en Noruega, y estudió derecho.
En 1762 su hermano, Ole Christopher Wessel, fue requerido como inspector de un proyecto de la Real Academia Danesa de Ciencias y Letras (Kongelige Danske Videnskabernes Selskab) para triangular la posición de Dinamarca. En 1764 Caspar entró al proyecto como asistente de su hermano.

### Contribuciones
En mayo de 1782 Wessel fue liberado de su trabajo con la Real Academia Danesa para que pudiera realizar un estudio trigonométrico del ducado de Oldenburg. Wessel trabajó en el estudio de Oldenburg hasta el verano de 1785, cuando regresó a su trabajo con la Real Academia Danesa. Él fue desarrollando métodos matemáticos cada vez más sofisticados, los cuales explicó plenamente en un informe que escribió en 1787. Este informe ya contenía la brillante aportación matemática de Wessel, es decir, la interpretación geométrica de los números complejos.
En 1796, Wessel había terminado la triangulación de Dinamarca y utilizó los datos obtenidos para elaborar el primer mapa exacto del país. En el mismo año escribió su primer y único documento matemático en el cual expresaba la interpretación geométrica de los números complejos y lo presentó en una reunión de la Real Academia Danesa el 10 de marzo de 1797. Este documento no fue publicado hasta 1799.

### Últimos días
Wessel renunció a su trabajo con la Real Academia Danesa en 1805 cuando tenía 60 años. Recibió una medalla de plata de la Real Academia Danesa por sus trabajos y mapas. En 1815 fue nombrado caballero de la orden de Dannebrog.
- Datos: Q372017
- Multimedia: Caspar Wessel / Q372017